# Wilhelm Angenendt
Wilhelm Angenendt (* 18. Oktober 1950; † 22. Dezember 2013, jeweils in Bocholt) war ein deutscher Bauingenieur, Verkehrsplaner und Verkehrswissenschaftler. Er arbeitete an der RWTH Aachen und in zwei Planungsbüros. Angenendt war langjähriges Mitglied in verschiedenen Gremien der Forschungsgesellschaft für Straßen- und Verkehrswesen (FGSV), unter anderem in dem Arbeitskreis, der die Empfehlungen für Radverkehrsanlagen in drei Generationen erarbeitet hat (ERA 82, ERA 95 und ERA 2010). Angenendt war bis zu seinem Tod einer der führenden deutschen Forscher und Planer im Bereich Radverkehr.

## Wirken
Angenendt war an zahlreichen Forschungsprojekten federführend beteiligt, in seinen späteren Berufsjahren überwiegend mit Bezug zu Radverkehr oder Fußverkehr. Er entwickelte die anspruchsvolle videogestützte Verkehrskonflikttechnik nach Heiner Erke, die wegen hoher Anforderungen in der Praxis nur selten zum Einsatz kam, weiter zur mit etwas geringerem Aufwand umsetzbaren Verkehrssituationsanalyse. Diese kam bei ihm und anderen in etlichen Forschungsprojekten zum Einsatz, erstmals in seiner Arbeit zur "Verkehrssicheren Anlage und Gestaltung von Radwegen" 1993, im Jahr 2000 auch bei Untersuchungen zur Radverkehrsführung an Haltestellen, wo der Begriff erstmals so genannt wird. Die verschiedenen Arten der Führung des Radverkehrs an Haltestellen, die in den Regelwerken der FGSV empfohlen wird (Richtlinien für die Anlage von Stadtstraßen, RASt 06; ERA 2010; EAÖ 2012), geht wesentlich auf seine Forschungsarbeit aus dem Jahr 2000 zur Radverkehrsführung an Haltestellen zurück. Dass das Radfahren in Einbahnstraßen entgegen der Einbahnrichtung aus der befristeten Zulassung in der StVO-Novelle 1997 zu einer dauerhaften Möglichkeit wurde, die inzwischen sehr breit eingesetzt wird, ist die Folge der Ergebnisse einer entsprechenden Forschungsarbeit mit seiner federführenden Beteiligung.
In seiner Heimatstadt Bocholt war er an innovativen Lösungen für Führungen des Radverkehrs beteiligt, so zu Radfahrstreifen zum direkten Linksabbiegen und zu Radfahrstreifen in Mittellage, die den Konflikt mit rechtsabbiegenden Kfz deutlich reduzieren. Bocholt war in den vergangenen Jahren häufig unter den Siegern des ADFC-Fahrradklimatests.

## Ausbildung und Werdegang
Angenendt hat Bauingenieurwesen an der RWTH in Aachen studiert. Dort hatte er nach dem Abschluss als Diplom-Ingenieur von 1979 bis 1987 eine Stelle als wissenschaftlicher Angestellter und Assistent von Professor Paul Arthur Mäcke am Institut für Stadtbauwesen der RWTH Aachen. Dieser Studienabschluss war unter den Radverkehrsplanern und -forschern in den 1990er und 2000er Jahren eher selten. Außer ihm und Dankmar Alrutz  waren zu jener Zeit überwiegend Geographen, Regional- und Raumplaner in der Radverkehrsplanung und -forschung tätig. Er hat in den frühen 1990er Jahren im BIS, Büro für Integrierte Stadt- und Verkehrsplanung, in Bonn gearbeitet. Später war er Geschäftsführer im Planungsbüro AB Stadtverkehr mit Sitz in Bonn und Bocholt.
Angenendt beschäftigte sich bereits in der Zeit an der RWTH Aachen mit der Sicherheit des Radverkehrs, dem seitdem ein wesentlicher Teil seiner Arbeit gewidmet war. Er war einer der Autoren der Empfehlungen für Radverkehrsanlagen (ERA) in der Ausgabe 1982 (damals noch Empfehlungen für Bau, Betrieb und Unterhaltung von Radverkehrsanlagen). Er war wesentlich an deren Neufassungen beteiligt, an der ERA 95 (1995) wie auch der aktuell gültigen ERA 2010. Diese Werke, besonders die Ausgaben der ERA 95 und ERA 2010, die von der Forschungsgesellschaft für Straßen- und Verkehrswesen (FGSV) herausgegeben werden, haben (bei konsequenter Anwendung) wesentlich zu einer deutlichen Steigerung des Radverkehrs in zahlreichen deutschen Kommunen beigetragen.
In zahlreichen Forschungsprojekten hat Angenendt Erkenntnisse gesammelt zur Verkehrssicherheit, dem Verhalten und den Präferenzen von Radfahrern sowie, in geringerem Maß, zu Fußgängern. Er hat unter anderem zu Radverkehrsführungen und Gestaltungsmöglichkeiten an
- Knotenpunkten mit oder ohne Lichtsignalanlagen,
- an Haltestellen,
- bei gemeinsamer Führung von Bus- und Radverkehr,
- in für den Radverkehr in Gegenrichtung geöffneten wie auch nicht geöffneten Einbahnstraßen,
- auf Radwegen und
- Gehwegen mit Benutzungsmöglichkeiten für den Radverkehr,
- zur Radverkehrsführung an Knotenpunkten außerorts und
- zu Schutzstreifen außerorts

Erkenntnisse gewonnen. Diese Ergebnisse aus zahlreichen Forschungsarbeiten, oft unter der Leitung von Angenendt, führten zur Weiterentwicklung der Regelwerke der FGSV, zur Anpassung von rechtlichen Rahmenbedingungen (z. B. der Öffnung von Einbahnstraßen für den gegengerichteten Radverkehr in der Straßenverkehrs-Ordnung (StVO)) sowie Anpassungen in den für die Praxis bedeutsamen Allgemeinen Verwaltungsvorschriften zur StVO (VwV-StVO) und in der Folge zur Weiterentwicklung von Radverkehrsführungen an zahlreichen Stellen im Bundesgebiet in der Praxis.
Zu vielen Erkenntnissen aus Forschungsprojekten und Planungspraxis hat Angenendt Artikel in Fachzeitschriften, oft in der Straßenverkehrstechnik, im Handbuch für kommunale Verkehrsplanung und anderen Veröffentlichungen verfasst, teils mit Co-Autoren. Angenendt ist mit 11 Veröffentlichungen seit 1980 in der Literaturdatenbank zum Nationalen Radverkehrsplan  auf nrvp.de vertreten, die auch graue Literatur enthält.
Er war langjähriges Mitglied der Auswahlkommission der Arbeitsgemeinschaft fußgänger- und fahrradfreundlicher Städte, Gemeinden und Kreise in Nordrhein-Westfalen e.V.)(AGFS), die mit ihren Entscheidungen zur Aufnahme (oder im Einzelfall auch zur Ablehnung einer Mitgliedschaft) in vielen NRW-Städten die Radverkehrsförderung beeinflusst hat.
Angenendt hielt bei zahlreichen Veranstaltungen unterschiedlicher Institutionen Vorträge und Präsentationen, u. a. beim Deutschen Verkehrssicherheitsrat (DVR), dem deutschen Straßen- und Verkehrskongress und der Fahrradakademie.

## Tätigkeit in Verbänden
Angenendt war lange Zeit Mitglied des Arbeitsausschusses 2.5 Fußgänger- und Radverkehr der FGSV und seit dessen Gründung bis zu seinem Tod 2014 Mitglied des Arbeitskreises 2.5.1 Aktuelle Fragen des Radverkehrs, inzwischen Fortschreibung der ERA. In diesem Arbeitskreis wurden unter anderem die Fassungen der Empfehlungen für Radverkehrsanlagen (ERA 82, ERA 95 und ERA 2010) erarbeitet. Im Arbeitskreis 2.5.1 und mit Angenendts Mitwirkung ist das Merkblatt zur wegweisenden Beschilderung für den Radverkehr 1998 veröffentlicht worden. Danach hat sich in zahlreichen Regionen Deutschlands eine mehr oder weniger flächendeckende, relativ einheitliche Fahrrad-Wegweisung etabliert. Die Beachtung des Merkblatts mit landesspezifischen Abwandlungen ist in den meisten Bundesländern inzwischen eine Fördervoraussetzung. In der Folge hat der Fahrradtourismus bundesweit und in etlichen entsprechend bewegweisten Regionen stark zugenommen.
Weitere Mitgliedschaften bestanden in der Vereinigung der Straßenbau- und Verkehrsingenieure in Nordrhein-Westfalen (VSVI), im Allgemeinen Deutschen Fahrrad-Club (ADFC) und dem Verkehrsclub Deutschland (VCD).

## Einordnung
Angenendt wurde in einem Nachruf auf dem Fahrradportal gewürdigt: „Seit der ersten VeloCity-Konferenz in Bremen im Jahr 1980 war Wilhelm Angenendt als Fachmann für Radverkehrsplanung bekannt und anerkannt.“ Auf der Webseite des von ihm mit gegründeten Büros AB Stadtverkehr gewürdigt als „einer der führenden deutschen Experten zur Radverkehrsplanung insbesondere zu Knotenpunktsführungen des Radverkehrs und dessen Einbindung in die Signalsteuerung.“
Seine Heimatstadt Bocholt, in der er nach dem Studium wieder lebte und für die er auch arbeitete, hat mehrfach beim ADFC-Fahrradklima-Test mit guten und sehr guten Bewertungen abgeschnitten und damit den ersten Platz bei den Städten ihrer Größenordnung und zeitweise auch bei allen Städten überhaupt in Deutschland eingenommen.

## Auszeichnungen
1985 hat Angenendt den damals zweijährig vergebenen Verkehrssicherheitspreis des Bundesminister für Verkehr für seine Arbeiten zur Sicherung des Radverkehrs erhalten.

## Veröffentlichungen
Auswahl, meist mit (weiteren) Co-Autoren:
- Führung des Radverkehrs im Innerortsbereich. Teil 3: Knotenpunkte. Forschungsberichte der Bundesanstalt für Straßenwesen Nr. 96, Bergisch Gladbach 1984
- mit Heiner Erke und anderen: Situationsbezogene Sicherheitskriterien im Straßenverkehr. Projektgruppenberichte der BASt 18, Bergisch Gladbach 1987.
- Sichere Gestaltung markierter Wege für Fahrradfahrer Band 1. Forschungsberichte der BASt 123, Bergisch Gladbach 1985
- Sichere Gestaltung markierter Wege für Fahrradfahrer Band 2: Forschungsberichte der Bundesanstalt für Straßenwesen, Nr. 202, Bergisch Gladbach, 1989.
- Zur Sicherheitswirkung von Fahrradkellen. Bergisch Gladbach 1989.
- Suggestiv-Fahrradstreifen: Bonn-Meckenheimer Allee. Gutachten im Auftrag der Stadt Bonn. Bonn 1992 Zusammenfassung In: Forschungsdienst Fahrrad. 196.
- Verkehrssichere Anlage und Gestaltung von Radwegen. In: Berichte der Bundesanstalt für Straßenwesen V 9, Bergisch Gladbach 1993 Zusammenfassung In: Forschungsdienst Fahrrad. 220.
- Gemeinsame Benutzung von Sonderfahrstreifen durch Bus- und Radverkehr. Endbericht. Hg. Stadt Münster, Beiträge zur Stadtforschung, Stadtentwicklung, Stadtplanung 2/95. Münster 1995 Zusammenfassung In: Forschungsdienst Fahrrad. 253.
- mit Markus Wilken:  Gehwege mit Benutzungsmöglichkeiten für Radfahrer. In: Schriftenreihe Forschung Straßenbau und Straßenverkehrstechnik. Heft 737. Bonn 1997 Zusammenfassung  In: Forschungsdienst Fahrrad. 327.
- Radverkehrsführung an Haltestellen In: Berichte der Bundesanstalt für Straßenwesen V 76, Bergisch Gladbach 2000.
- mit Dankmar Alrutz und anderen: Verkehrssicherheit in Einbahnstraßen mit gegengerichtetem Radverkehr In: Berichte der Bundesanstalt für Straßenwesen V 83, Bergisch Gladbach, 2001, Kurzfassung auf Bast.de.
- Verbesserung der Radverkehrsführung an Knotenpunkten. In: Berichte der Bundesanstalt für Straßenwesen. V 124, Bergisch Gladbach 2005 (bast.opus.hbz-nrw.de PDF).
- Kapitel 5.3.2.2 Radverkehrsführungen an Knotenpunkten In: Handbuch für kommunale Verkehrsplanung. 57. Ergänzungslieferung, 2010.
- Verbesserung der Bedingungen für Fußgänger an Lichtsignalanlagen. In: Berichte der Bundesanstalt für Straßenwesen. V 217, Bergisch Gladbach 2012 (bast.opus.hbz-nrw.de PDF).
- Stadt Münster: Signale für den Radverkehr (PDF; 8,6 MB), Münster 2013 (Mitwirkung).